# Ермолаевский сельсовет (Башкортостан)
Ермолаевский сельсовет — сельское поселение в Куюргазинском районе Башкортостана.
Административный центр — село Ермолаево.

## История
Статус и границы сельского поселения установлены Законом Республики Башкортостан от 17 декабря 2004 года № 126-З «О границах, статусе и административных центрах муниципальных образований в Республике Башкортостан»
В 2007 году объединены Ермолаевский и Куюргазинский сельсоветы согласно Закону Республики Башкортостан от 30.05.2007 г № 424-З «Об изменениях в административно-территориальном устройстве Республики Башкортостан и преобразовании отдельных муниципальных образований».
Закон Республики Башкортостан от 19.11.2008 N 49-З «Об изменениях в административно-территориальном устройстве Республики Башкортостан в связи с объединением отдельных сельсоветов и передачей населённых пунктов», ст.1 п. 79) гласит:

 "Внести следующие изменения в административно-территориальное устройство Республики Башкортостан:
32)по Куюргазинскому району:

а) объединить Ермолаевский и Молокановский сельсоветы с сохранением
наименования «Ермолаевский» с административным центром в селе Ермолаево.

Включить село Молоканово, деревни Кунакбаево, Сандин 2-й, хутора
Дедовский, Сандин Молокановского сельсовета в состав Ермолаевского
сельсовета.

Утвердить границы Ермолаевского сельсовета согласно представленной
схематической карте.— Закон Республики Башкортостан от 19.11.2008 № 49-з «Об изменениях в административно-территориальном устройстве Республики Башкортостан в связи с объединением отдельных сельсоветов и передачей населённых пунктов»

## Население
| 2002  | 2009  | 2010  | 2012  | 2013  | 2014  | 2016  |
| ----- | ----- | ----- | ----- | ----- | ----- | ----- |
| 8268  | ↗8538 | ↘8136 | ↘8133 | ↗8153 | ↗8158 | →8158 |
| 2017  | 2018  |       |       |       |       |       |
| ↗8179 | ↘8113 |       |       |       |       |       |

## Состав сельского поселения
| № | Населённый пункт | Тип населённого пункта       | Население |
| - | ---------------- | ---------------------------- | --------- |
| 1 | Ермолаево        | село, административный центр | ↘5974     |
| 2 | Айсуак           | село                         | ↘1123     |
| 3 | Молоканово       | село                         | ↘338      |
| 4 | Сандин 2-й       | деревня                      | ↘149      |
| 5 | Кунакбаево       | деревня                      | ↘108      |
| 6 | Сандин           | хутор                        | ↗13       |
| 7 | Дедовский        | хутор                        | →8        |

## Известные жители и уроженцы
- Волигамси, Ринат Фазлетдинович (род. 6 марта 1968) — российский художник-постконцептуалист[16][17].
- Чуева, Анна Николаевна (22 мая 1895 — 7 июля 1973) — овощевод колхоза «Путь труда» Язлавского сельсовета Куюргазинского района БАССР, Герой Социалистического Труда[18][19].

## Достопримечательности
- Ермолаевский парк — парк культуры и отдыха, заложен в 1850-1860 гг[20][21].